# Sideroxylon tambolokoko
Sideroxylon tambolokoko är en tvåhjärtbladig växtart som beskrevs av Aubrev. Sideroxylon tambolokoko ingår i släktet Sideroxylon och familjen Sapotaceae. Inga underarter finns listade i Catalogue of Life.